# Bolearsko, Iambol
Bolearsko (în bulgară Болярско) este un sat în comuna Tundja, regiunea Iambol,  Bulgaria. 

## Demografie
Componența etnică a satului Bolearsko
     Bulgari (96,84%)
     Nicio identificare (3,15%)
     Altele (0%)
La recensământul din 2011, populația satului Bolearsko era de 317 locuitori. Din punct de vedere etnic, majoritatea locuitorilor (96,84%) erau bulgari. Pentru 3,15% din locuitori nu este cunoscută apartenența etnică.